# Represa de Tarbela

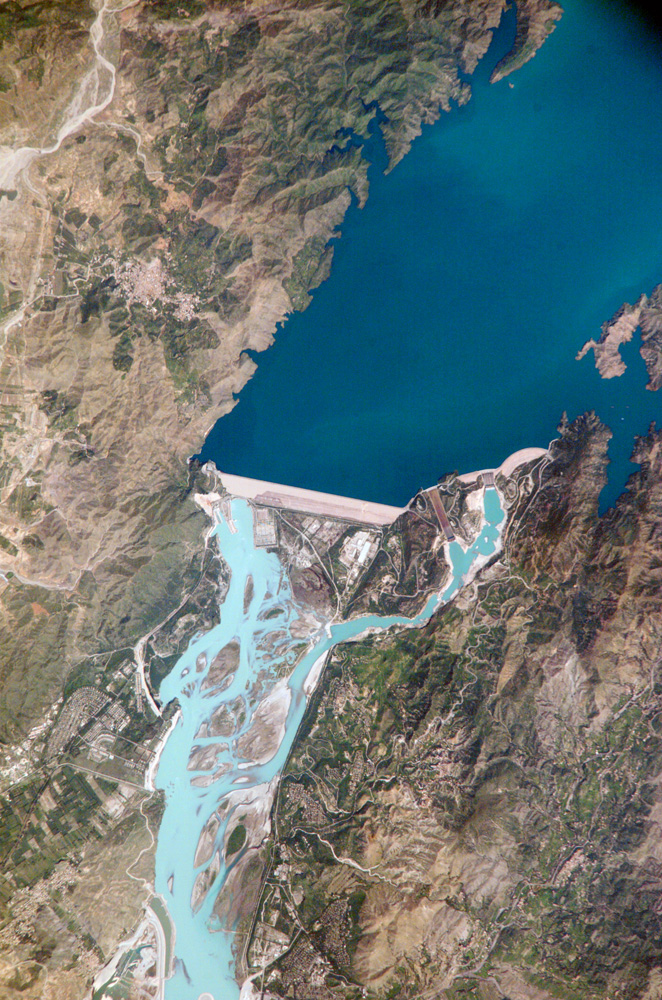
Imagem de satélite da represa.

A Represa de Tarbela ( Urdu / Pashto : تربیلا بند ) é uma barragem no rio Indo, na província de Khyber Pakhtunkhwa, no Paquistão. É a maior barragem de terra e rocha do mundo e também a maior em volume estrutural.
A barragem foi concluída em 1976 e foi projetada para armazenar água do rio Indo para irrigação, controle de enchentes e geração de energia hidrelétrica.  A barragem tem 143 metros de altura acima do leito do rio. O reservatório da barragem, o lago Tarbela, tem extensão de 80,5 km e uma superfície de aproximadamente 250 km2.
O uso principal da barragem de Tarbela é a geração de eletricidade. A capacidade instalada das usinas hidrelétricas de Tarbela, de 4.888 MW, aumentará para 6.298 MW após a conclusão da quinta extensão planejada, com financiamento pelo Banco Asiático de Investimento em Infraestrutura (AIIB) e Banco Mundial. 
A implantação da barragem obrigou o deslocamento de 96 000 pessoas. Dentre os problemas ambientais, está a perda de zona úmida, floresta e pastos.